# Lisna trichinalis
Lisna trichinalis là một loài nhện trong họ Oonopidae.
Loài này thuộc chi Lisna. Lisna trichinalis được P. L. G. Benoit miêu tả năm 1979.